# Cardeilhac
Cardeilhac is een gemeente in het Franse departement Haute-Garonne (regio Occitanie) en telt 230 inwoners (1999). De plaats maakt deel uit van het arrondissement Saint-Gaudens.

## Geografie
De oppervlakte van Cardeilhac bedraagt 17,9 km², de bevolkingsdichtheid is 12,8 inwoners per km².

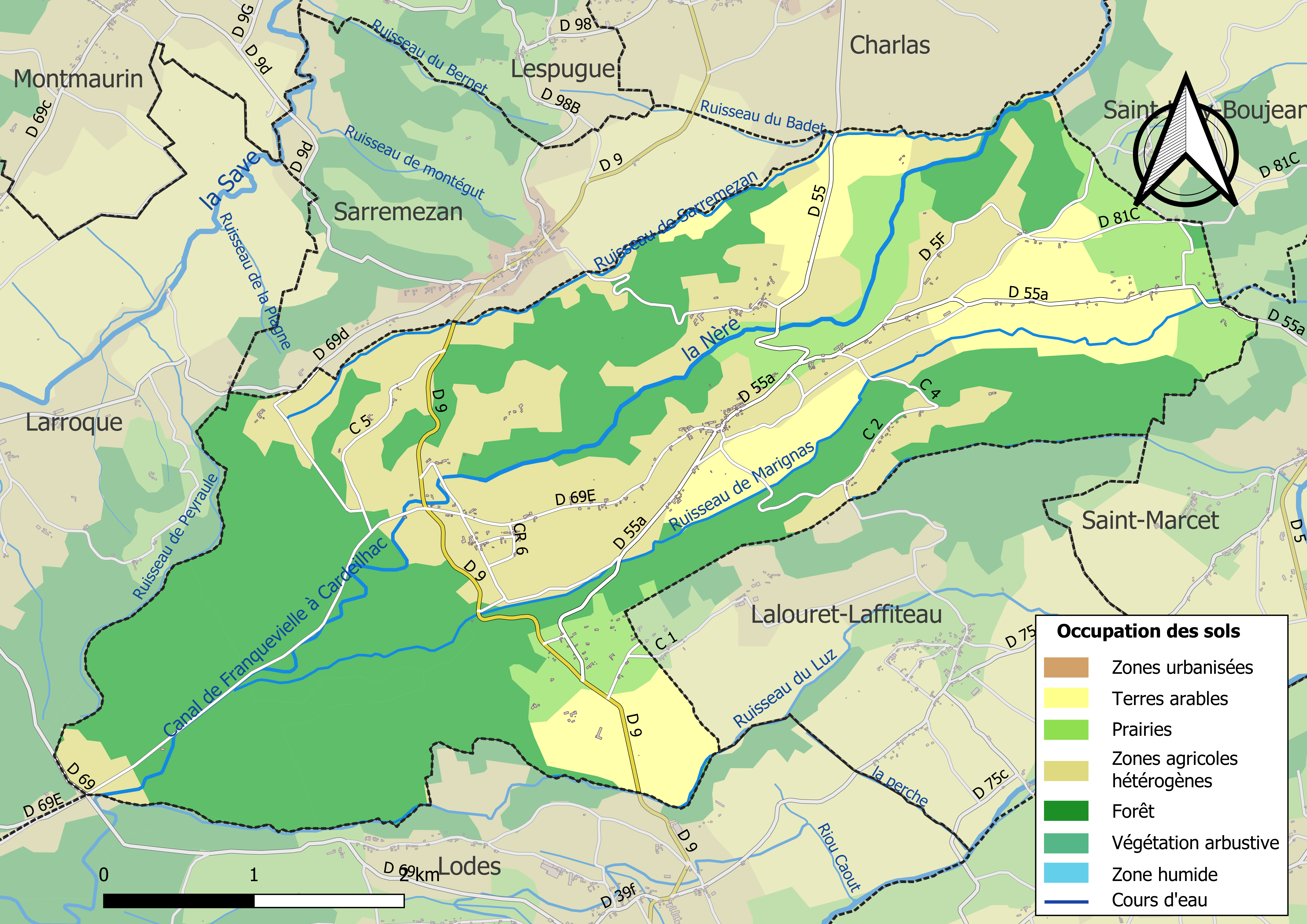
Kaart van de gemeente met de belangrijkste infrastructuur,bodemgebruik en omliggende gemeenten

## Demografie
Onderstaande figuur toont het verloop van het inwonertal (bron: INSEE-tellingen).